# Achille Stocchi
Pour les articles homonymes, voir Achille et Stocchi.
Achille Stocchi, né le 21 avril 1963 à Venise, est un physicien franco-italien en physique des particules.
Directeur du Laboratoire de l'accélérateur linéaire (LAL) de 2011 à 2018, il dirige depuis le 1er janvier 2020 le Laboratoire de physique des deux infinis Irène Joliot-Curie,.

## Biographie
Achille Stocchi naît le 21 avril 1963 à Venise, en Italie. Il est binational franco-italien[réf. nécessaire].

### Études
Après des études à Milan (Italie), il effectue, de 1991 à mai 1993, son doctorat en France (Université Paris Sud) au sein du LAL et intègre le CNRS en 1993 après avoir soutenu sa thèse sous la direction de Patrick Roudeau.

## Carrière scientifique et d'enseignement
Achille Stocchi a travaillé sur plusieurs expériences (hardware, simulation et analyse des données) auprès des accélérateurs de particules au CERN (Suisse), au SLAC (États-Unis) et à LNF-Frascati (en) (Italie) en dirigeant des groupes de travail ou en occupant des positions de direction dans les expériences. Il a  travaillé dans les expériences (analyse de données et conception construction de détecteurs et accélérateurs) DELPHI auprès du LEP, BaBar, SuperB, UA9, LHCb, PERLE. Il a aussi travaillé sur la phénoménologie en fondant la Collaboration UTFit et créé le worskhop biannuel CKM en 2002[réf. nécessaire]. il a publié plus de 1 000 articles.
Achille Stocchi est professeur à l’Université Paris-Saclay et a dirigé huit thèses. Il a participé[réf. nécessaire] à la création du Master NPAC qu'il a dirigé durant 10 ans[réf. nécessaire].
Il a co-crée et il co-dirige les écoles annuelles TESHEP (Trans-European School of High Energy Physics), en Ukraine depuis 2007 et WISHEPP (The First Winter School of High Energy Physics in Palestine) en Palestine depuis 2016.
Il est éditeur de la revue JHEP (60 articles/an).

## Travaux scientifiques
Les recherches menées par Achille Stocchi ont conduit à des avancées dans la physique des interactions électrofaibles et la compréhension du Modèle standard grâce à la construction et l’exploitation de grands détecteurs (DELPHI au CERN, Babar à SLAC), l’analyse de données et les travaux phénoménologiques.
- Découverte du méson Bs (composé d’un quark beau et un quark étrange)[15];
- Mesures précises de la production et de la durée de vie des hadrons beaux[16] ;
- Mise en évidence et mesure de précisions du phénomène d’oscillations des mésons beaux[17] ;

- Recherche d’effets de nouvelle physique dans l’étude de désintégrations rares des hadrons beaux ;
- Tests du Modèle Standard dans le secteur fermionique (matrice CKM et la violation de CP);

- Recherche du bosons de Higgs[18],[19].

Il a participé à la proposition de nouvelles expériences :
- Machine e-e+ à haute luminosité (SuperB factory à Frascati) (Physique, Détecteurs et Accélérateur)[20] ;

Il effectue aussi des recherches et du développement dans le domaine de la physique des accélérateurs de particules en participant :
- à l’expérience UA9 en utilisant des cristaux courbes pour nettoyer le halo des faisceaux de proton/antiproton (ou des ions) au SPS et au LHC ;

- à la conception d’un ERL (Energy Recovery Linac) de basse énergie (500 MeV), multi-tours et haut courant (20 mA) : PERLE@Orsay.